# Miami Open 2018
Die Miami Open 2018 waren ein Tennisturnier der WTA Tour 2018 für Damen und ein Tennisturnier der ATP World Tour 2018 für Herren auf Key Biscayne bei Miami, welche zeitgleich vom 20. März bis 1. April 2018 stattfanden. Ausgetragen wurde es im Tennis Center at Crandon Park.

## Herrenturnier
→ Hauptartikel: Miami Open 2018/Herren
→ Qualifikation: Miami Open 2018/Herren/Qualifikation

## Damenturnier
→ Hauptartikel: Miami Open 2018/Damen
→ Qualifikation: Miami Open 2018/Damen/Qualifikation